# A-Force
L' A-Force è un gruppo supereroistico dei fumetti dell'Universo Marvel composto principalmente da molte supereroine comparse nei fumetti della Marvel Comics.
A-Force è anche il titolo di una serie a fumetti creata da G. Willow Wilson, Marguerite Bennett (testi) e Jorge Molina (disegni) nel 2015 e pubblicata nel maggio dello stesso anno come parte del crossover fumettistico Secret Wars, sempre della Marvel.
Benché abbia ricevuto delle critiche favorevoli, la serie si concluse nell'ottobre del 2016 a causa del calo nelle vendite delle copie.
La serie fumettistica è composta da soli due volumi di 10 albi:
- A-Force (Vol.1), terminata con il n.5 (maggio - ottobre 2015);
- A-Force (Vol.2), terminata col n.10 (gennaio - ottobre 2016).

## Formazione

### Personaggi apparsi durante la saga diSecret Wars
- Captain Marvel (Carol Danvers)
- Crystal (Crystalia Amaquelin)
- Dazzler (Alison Blaire)
- Jessica Jones
- Lady Loki
- Medusa (Medusalith Amaquelin Boltagon)
- Ms. America (America Chavez)
- Fenice Nera (Jean Grey)
- Pixie (Megan Gwynn)
- Meggan Puceanu
- She-Hulk (Jennifer Walters) (Leader)
- Singularity
- Sister Grimm (Nico Minoru)
- Spectrum (Monica Rambeau)
- Spider-Woman (Jessica Drew)
- Spider-Woman (Gwen Stacy)
- Tempesta (Ororo Munroe)
- Emma Frost
- Occhio di Falco (Kate Bishop)
- Ms. Marvel (Kamala Khan)
- Scarlet (Wanda Maximoff)
- Spider-Girl (Anya Corazon)
- Squirrel Girl (Doreen Green)
- Agente 13 (Sharon Carter)
- Angela
- Armor
- Gatta Nera (Felicia Hardy)
- Clea
- Karolina Dean
- Domino (Neena Thurman)
- Dust (Sooraya Qadir)
- Elektra
- Incantatrice (Amora)
- Firestar (Angelica Jones)
- Molly Hayes
- Jubilee (Jubilation Lee)
- M (Monet St. Croix)
- Mirage (Danielle Moonstar)
- Mimo (Barbara Morse)
- Dragoluna (Heather Douglas)
- Psylocke (Betsy Braddock)
- Rescue (Pepper Potts)
- Rogue (Anna Marie)
- Shadowcat (Kitty Pryde)
- Snowbird (Narya)
- Stature (Cassie Lang)
- Tigra (Greer Grant)
- Vedova Nera (Natasha Romanoff)
- X-23 (Laura Kinney)
- Mariko Yashida
- Gertrude Yorkes

### Personaggi apparsi dopo la saga diSecret Wars
- She-Hulk (Leader)
- Captain Marvel
- Dazzler
- Medusa
- Nico Minoru
- Singularity

## Altri media
Il film Avengers: Endgame, uscito nel 2019, contiene un omaggio alla serie fumettistica A-Force: un gruppo di supereroine comparse nel Marvel Cinematic Universe si uniscono nella battaglia finale contro Thanos per combattere la sua armata. Le donne che si vedono in quella sequenza sono Captain Marvel, Scarlet Witch, Rescue, Valchiria, Wasp II, Okoye, Shuri, Gamora, Mantis e Nebula.